# 玖珠川

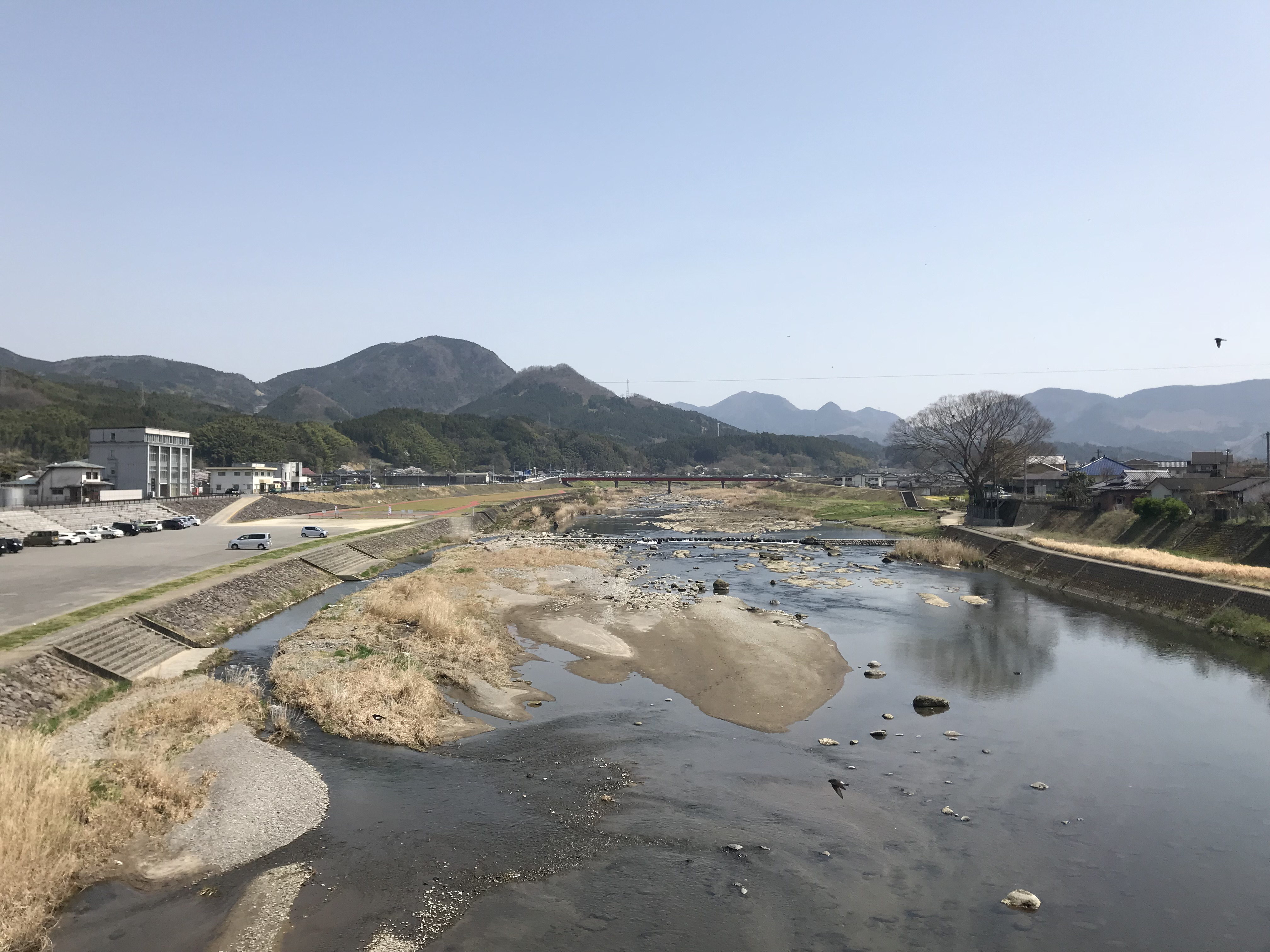
玖珠町協心橋から上流方向を望む

玖珠川（くすがわ）は、筑後川水系の支流で大分県玖珠郡九重町、玖珠町および日田市を流れる一級河川。

## 地理
久住山北麓の飯田高原を源として大分県玖珠町付近で西流に転じ、日田市において大山川と合流して三隈川となる。
大山川より長いためにかつては筑後川の本流とされ、筑後川の長さは玖珠川の水源からとされていた。その後、流域面積がより広い大山川の方が本流とされ、現在の筑後川の長さは両川延長の差分だけ短くなっている。
盆地として、玖珠川の中流に開ける玖珠盆地と、大山川と玖珠川の合流点に開ける日田盆地がある。
上流部には、寒の地獄や九酔峡などがある。また、宝泉寺温泉、湯の釣温泉、天ヶ瀬温泉など、流域には温泉も数多い。

## 主な支流
- 野上川
- 町田川
- 森川

## 流域の自治体
大分県
玖珠郡九重町、玖珠町、日田市

## 並行する交通

### 鉄道
- JR九州久大本線
  - 1984年までは支流の町田川沿いを、国鉄宮原線が走っていた。

### 道路
- 国道210号
- 大分自動車道